# Hiệp hội Thiết bị Giáo dục Việt Nam
Hiệp hội Thiết bị Giáo dục Việt Nam là tổ chức xã hội nghề nghiệp phi chính phủ phi lợi nhuận của những tổ chức và cá nhân đang hoạt động trong lĩnh vực kỹ thuật, quản lý, sản xuất, kinh doanh, bảo trì, sửa chữa... có liên quan đến trang thiết bị và dụng cụ giáo dục tại Việt Nam. Hiệp hội có tên giao dịch tiếng Anh là Vietnam Association of Educational Equipments, viết tắt là VINASOEE .
Điều lệ Hiệp hội được Bộ Nội vụ phê duyệt tại Quyết định số 19/2004/QĐ-BNV ngày 10 tháng 3 năm 2004 .
Trụ sở Hiệp hội đặt tại địa chỉ phòng P202, Tòa nhà VIII-C, Ngõ 30 Tạ Quang Bửu, phường Bách Khoa, quận Hai Bà Trưng, Hà Nội.